# Мынлянь-Дай-Лаху-Ваский автономный уезд
Мынлянь-Дай-Лаху-Ваский автономный уезд (кит. упр. 孟连傣族拉祜族佤族自治县, пиньинь Mènglián Dǎizú Lāhùzú Wǎzú zìzhìxiàn, сокращённо — Мэнлянь) — автономный уезд городского округа Пуэр провинции Юньнань (КНР).

## История
16 октября 1954 года в Специальном районе Сымао (思茅专区) на стыке уезда Ланьцан и Ланьцан-Лахуского автономного района был образован Мэнлянь-Дай-Лаху-Каваский автономный район уездного уровня (孟连县傣族拉祜族佧佤族自治区).
Постановлением Госсовета КНР от 19 октября 1957 года Специальный район Сымао был расформирован, а входившие в его состав административные единицы перешли в состав Сишуанбаньна-Дайского автономного округа. 
10 декабря 1959 года Мэнлянь-Дай-Лаху-Каваский автономный район был преобразован в Мэнлянь-Дай-Лаху-Каваский автономный уезд (孟连傣族拉祜族佧佤族自治县).
Постановлением Госсовета КНР от 13 сентября 1963 года Мэнлянь-Дай-Лаху-Каваский автономный уезд был переименован в Мэнлянь-Дай-Лаху-Ваский автономный уезд.
Постановлением Госсовета КНР от 18 августа 1964 года был воссоздан Специальный район Сымао, и автономный уезд вернулся в его состав.
В 1970 году Специальный район Сымао был переименован в Округ Сымао (思茅地区).
Постановлением Госсовета КНР от 30 октября 2003 года округ Сымао был преобразован в городской округ.
Постановлением Госсовета КНР от 21 января 2007 года городской округ Сымао был переименован в городской округ Пуэр.

## Население
В уезде проживают коренные народы дай, лаху и ва.

## Административное деление
Автономный уезд делится на 4 посёлка и 2 волости.

## Экономика
Мэнлянь является крупнейшим в стране центром по выращиванию и переработке авокадо (более 80 % производства авокадо в Китае). В 2022 году объем производства свежих авокадо превысил 10 тыс. тонн, а их стоимость составила 400 млн юаней. В 2023 году площадь плантаций составила 5,33 тыс. га. Из авокадо производят экстракт, порошок, напитки и пюре. В уезде имеются питомники, производящие 1,2 млн саженцев авокадо в год. Сектор авокадо обеспечивает работой около 45 тыс. человек. В 2024 году площадь выращивания авокадо в уезде достигла 7,21 тыс. га; на этих землях собирали 17,3 тысяч тонн свежих фруктов. 
Также в уезде развиты выращивание и обработка кофе, заготовка натурального каучука. По состоянию на 2024 год площадь посадок кофе в Мэнляне достигла 7,44 тыс. га; в секторе были заняты более 16 тыс. крестьянских семей и 123 кофейные компании.
По состоянию на 2024 год площадь каучуковых плантаций в уезде достигла 20,22 тыс. га, здесь функционировали 12 предприятий по переработке каучука, которые произвели около 26,8 тыс. тонн сухого каучука на общую сумму 347 млн юаней (47,78 млн долл. США); в этой сфере были заняты более 19 тыс. человек.